# Belina Mohamed-Ali
Belina Nasra Mohamed-Ali (* 1990 in Schwäbisch Hall) ist eine afrodeutsche Schauspielerin.

## Leben
Belina Mohamed-Ali wuchs in Baden-Württemberg auf. Sie absolvierte ihre Schauspielausbildung an der internationalen Schauspielakademie Cre Arte in Stuttgart.
Seit 2018 ist sie als Schauspielerin tätig. Auf der Bühne stand sie als Darstellerin unter anderem am Staatstheater Stuttgart und am Schauspielhaus Düsseldorf. In Düsseldorf trat sie unter anderem 2019 unter der Regie von Armin Petras in dem Stück Ein Blick von der Brücke von Arthur Miller auf. Belina Mohamed-Ali führte in dieser Inszenierung Petras einen als griechischen Chor angelegten Migrantenchor. Bei der Inszenierung von Miroslava Svolikovas Es war einmal: Europa am Stadttheater Pforzheim im Herbst 2019 war sie die Choreographin.
In dem ZDF-Fernsehspiel Extraklasse – On Tour von 2022 spielte sie eine der Hauptrollen. Unter der Regie von Franz Müller spielte sie Elena in dem Film Die Tagebücher von Adam und Eva. In der Serie Sturm der Liebe war Mohamed-Ali von Juni bis November 2023 in der Rolle der Imani Kariki zu sehen.

## Filmografie
- 2022: Extraklasse – On Tour
- 2023: Die Tagebücher von Adam und Eva
- 2023: Sturm der Liebe (Fernsehserie, 47 Folgen)
- 2024: Der Staatsanwalt (Fernsehserie, 1 Folge)

## Nominierungen
- 2023: Nominierung für den Förderpreis Neues Deutsches Kino beim Filmfest München für ihre Darstellung in Die Tagebücher von Adam und Eva.[9]